# Rhytiphora subregularis
Rhytiphora subregularis là một loài bọ cánh cứng trong họ Cerambycidae.